# オレシコ (小惑星)
オレシコ (2438 Oleshko) は小惑星帯にある小惑星。タマラ・スミルノワがクリミア天体物理天文台で発見した。
第二次世界大戦中、レニングラード近郊でパルチザン活動を行ったヴァレンティナ・イオシフォヴナ・オレシコに因んで名付けられた。